# Nestor (tegneserie-hushovmester)
 For alternative betydninger, se Nestor. (Se også artikler, som begynder med Nestor)
 Nestor  er en bifigur i Tintin-serien, hvor han er hushovmester på slottet Møllenborg, først hos skurkene brødrene Fugl, siden hos kaptajn Haddock.